# Пежо тип 54
Пежо тип 54 (фр. Peugeot Type 54) је аутомобил произведен 1903. од стране француског произвођача аутомобила Пежо у њиховој фабрици у Оданкуру. У том раздобљу је укупно произведено 250 јединица.
Возило покреће једноцилиндрични четворотактни мотор постављен напред, а преко челичног ротирајућег погонског вратила је пренет погон на задње точкове. Његова максимална снага била је 5 КС, запремина 652 cm³, а развијао је максималну брзину од 40 км/ч.
Међуосовинско растојање возила је 1470 мм, са размаком точкова 1090 мм. Облик каросерије voiturette, са простором за две особе.